# Сан Даниеле дел Фриули
Сан Даниѐле дел Фриу̀ли (на италиански: San Daniele del Friuli; на фриулски: San Denêl, Сан Денел) е градче и община в Северна Италия, провинция Удине, автономен регион Фриули-Венеция Джулия. Разположено е на 252 m надморска височина. Населението на общината е 8156 души (към 2013 г.).
Градчето е известно в света за производството си на типично Прошуто.